# GKrellM

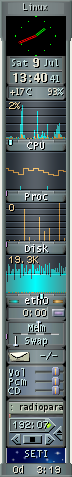
Typische GKrellM-look

GKrellM is systeemmonitoringssoftware voor het X Window System. Het is beschikbaar voor Linux, FreeBSD, Solaris, macOS en Windows. Het is vrije software en is uitgebracht onder de GNU General Public License.
GKrellM laat verschillende soorten statistieken zien van een computer. De software is zo geprogrammeerd dat het zijn werk kan doen aan de hand van één proces. Naast de systeemtijd, temperaturen, voltages, fansnelheden en een disk monitor, is het ook mogelijk om de uptime, het geheugenbeheer en een internetmonitor op de desktop te zetten. Ook kunnen verschillende thema's geïnstalleerd worden om het uiterlijk van GKrellM aan te passen. GKrellM ondersteunt plug-ins waarmee de mogelijkheden verder kunnen worden uitgebreid.